# Prem'er-Liga 2020-2021
La Prem'er-Liga 2020-2021 è stata la ventinovesima edizione della massima serie del campionato russo di calcio dopo la dissoluzione dell'Unione Sovietica e la diciottesima edizione sotto l'attuale denominazione, iniziata l'8 agosto 2020 e terminata il 16 maggio 2021. Lo Zenit San Pietroburgo, campione in carica, si è riconfermato per il terzo anno consecutivo, conquistando il trofeo per la settima volta nella sua storia.

## Stagione

### Novità
Rispetto alla stagione 2019-2020 sono state retrocesse in PFN Ligi, il Kryl'ja Sovetov Samara e l'Orenburg. Dalla PFN Ligi 2019-2020 sono stati promossi il Rotor e il Chimki.
Per effetto delle ultime due stagioni non particolarmente esaltanti in campo europeo dei club russi, in questa stagione saranno 5 e non più 6 le squadre qualificate per la stagione 2021-2022 delle coppe europee, con 2 squadre e non più 3 a partecipare alla Uefa Champions League.

### Formula
Le sedici squadre partecipanti si affrontano in un girone all'italiana con partite di andata e ritorno per un totale di 30 giornate. La prima classificata al termine della stagione regolare è designata campione di Russia e ammessa alla fase a gironi della UEFA Champions League 2021-2022, mentre la squadra seconda classificata è ammessa al terzo turno di qualificazione. La squadra terza classificata viene ammessa al terzo turno di qualificazione della UEFA Europa Conference League 2021-2022, mentre la quarta viene ammessa al secondo turno di qualificazione. La squadra vincitrice della Coppa di Russia viene ammessa alla Fase a gironi della UEFA Europa League 2021-2022. Le ultime due classificate sono retrocesse in Pervenstvo Futbol'noj Nacional'noj Ligi, mentre tredicesima e quattordicesima classificate vengono ammesse agli spareggi promozione/retrocessione contro terza e quarta classificate della PFN Ligi per due posti in massima serie.
Il 15 maggio 2021, la Federcalcio russa ha annunciato che gli spareggi promozione-retrocessione non si sarebbero giocati. Tale decisione è arrivata a seguito della mancata concessione della licenza nazionale a Orenburg e Alanija Vladikavkaz, classificatesi rispettivamente seconda e quarta in PFN Ligi 2020-2021.

## Squadre partecipanti
| Club                  | Stagione | Città           | Stadio                   | Stagione precedente       |
| --------------------- | -------- | --------------- | ------------------------ | ------------------------- |
| Achmat Groznyj        | dettagli | Groznyj         | Achmat-Arena             | 13º posto in Prem'er-Liga |
| Arsenal Tula          | dettagli | Tula            | Stadio Arsenal           | 8º posto in Prem'er-Liga  |
| Chimki                | dettagli | Chimki          | Arena Chimki             | 2º posto in PFN Ligi      |
| CSKA Mosca            | dettagli | Mosca           | Arena CSKA               | 4º posto in Prem'er-Liga  |
| Dinamo Mosca          | dettagli | Mosca           | VTB Arena                | 6º posto in Prem'er-Liga  |
| Krasnodar             | dettagli | Krasnodar       | Stadio FC Krasnodar      | 3º posto in Prem'er-Liga  |
| Lokomotiv Mosca       | dettagli | Mosca           | Stadio Lokomotiv         | 2º posto in Prem'er-Liga  |
| Rostov                | dettagli | Rostov sul Don  | Rostov Arena             | 5º posto in Prem'er-Liga  |
| Rotor                 | dettagli | Volgograd       | Volgograd Arena          | 1º posto in PFN Ligi      |
| Rubin                 | dettagli | Kazan'          | Kazan Arena              | 10º posto in Prem'er-Liga |
| Soči                  | dettagli | Soči            | Stadio Olimpico Fišt     | 12º posto in Prem'er-Liga |
| Spartak Mosca         | dettagli | Mosca           | Otkrytie Arena           | 7º posto in Prem'er-Liga  |
| Tambov                | dettagli | Tambov          | Mordovia Arena (Saransk) | 14º posto in Prem'er-Liga |
| Ufa                   | dettagli | Ufa             | Stadio Neftjanik         | 9º posto in Prem'er-Liga  |
| Ural                  | dettagli | Ekaterinburg    | Stadio Centrale          | 11º posto in Prem'er-Liga |
| Zenit San Pietroburgo | dettagli | San Pietroburgo | Stadio San Pietroburgo   | Campione di Russia        |

## Allenatori e primatisti
| Squadra               | Allenatore                                                                                         | Giocatore più presente                                                    | Capocannoniere                                          |
| --------------------- | -------------------------------------------------------------------------------------------------- | ------------------------------------------------------------------------- | ------------------------------------------------------- |
| Achmat Groznyj        | Andrej Talalaev                                                                                    | Miroslav Bogosavac Evgenij Charin (29)                                    | Vladimir Il'in (9)                                      |
| Arsenal Tula          | Sergej Podpalyj (1ª-13ª) Dmytro Parf'onov (14ª-30ª)                                                | Daniil Chlusevič Evans Kangwa (25)                                        | Evans Kangwa (4)                                        |
| Chimki                | Dmitrij Gunko (1ª-8ª) Igor' Čerevčenko (9ª-30ª)                                                    | Il'ja Lantratov (30)                                                      | Reziuan Mirzov (6)                                      |
| CSKA Mosca            | Viktar Hančarėnka (1ª-23ª) Ivica Olić (24ª-30ª)                                                    | Igor' Akinfeev Nayair Tiknizyan (28)                                      | Nikola Vlašić (11)                                      |
| Dinamo Mosca          | Kirill Novikov (1ª-9ª) Aljaksandr Kul'čy (10ª) Sandro Schwarz (11ª-30ª)                            | Daniil Fomin (29)                                                         | Daniil Lesovoj (5)                                      |
| Krasnodar             | Murad Musaev (1ª-24ª) Viktar Hančarėnka (25ª-30ª)                                                  | Kristoffer Olsson Magomed-Šapi Sulejmanov (27)                            | Marcus Berg (9)                                         |
| Lokomotiv Mosca       | Marko Nikolić                                                                                      | Maciej Rybus Grzegorz Krychowiak Dmitrij Rybčinskij Vital' Lisakovič (26) | Grzegorz Krychowiak (9)                                 |
| Rostov                | Valerij Karpin                                                                                     | Maksim Osipenko (28)                                                      | Kento Hashimoto Dmitrij Poloz (6)                       |
| Rotor                 | Aljaksandr Chackevič (1ª-23ª) Jurij Baturenko (24ª-30ª)                                            | Sergey Makarov (27)                                                       | Flamarion (4)                                           |
| Rubin Kazan'          | Leonid Sluckij                                                                                     | Carl Starfelt (29)                                                        | Đorđe Despotović (14)                                   |
| Soči                  | Vladimir Fedotov                                                                                   | Miha Mevlja (29)                                                          | Christian Noboa (12)                                    |
| Spartak Mosca         | Domenico Tedesco                                                                                   | Aleksandr Maksimenko Alex Král Jordan Larsson (29)                        | Jordan Larsson (15)                                     |
| Tambov                | Sergej Pervušin                                                                                    | Vladimir Kabakhidze (16)                                                  | Artyom Arkhipov (3)                                     |
| Ufa                   | Vadim Evseev (1ª-10ª) Rashid Rakhimov (11ª-24ª) Nikolai Safronidi (25ª) Aleksei Stukalov (26ª-30ª) | Aleksandr Belenov (29)                                                    | Vladislav Kamilov Filip Mrzljak Timur Zhamaletdinov (4) |
| Ural                  | Jurij Matveev                                                                                      | Andrej Egoryčev Danijel Miškić (26)                                       | Eric Bicfalvi (7)                                       |
| Zenit San Pietroburgo | Sergej Semak                                                                                       | Douglas Santos Magomed Ozdoev (28)                                        | Artëm Dzjuba (20)                                       |

## Classifica finale
|                   | Pos. | Squadra               | Pt | G  | V  | N  | P  | GF | GS | DR  |
| ----------------- | ---- | --------------------- | -- | -- | -- | -- | -- | -- | -- | --- |
| Russia (bandiera) | 1.   | Zenit San Pietroburgo | 65 | 30 | 19 | 8  | 3  | 76 | 26 | +50 |
|                   | 2.   | Spartak Mosca         | 57 | 30 | 17 | 6  | 7  | 56 | 37 | +19 |
|                   | 3.   | Lokomotiv Mosca       | 56 | 30 | 17 | 5  | 8  | 45 | 35 | +10 |
|                   | 4.   | Rubin                 | 53 | 30 | 16 | 5  | 9  | 42 | 33 | +9  |
|                   | 5.   | Soči                  | 53 | 30 | 15 | 8  | 7  | 49 | 33 | +16 |
|                   | 6.   | CSKA Mosca            | 50 | 30 | 15 | 5  | 10 | 51 | 33 | +18 |
|                   | 7.   | Dinamo Mosca          | 50 | 30 | 15 | 5  | 10 | 44 | 33 | +11 |
|                   | 8.   | Chimki                | 45 | 30 | 13 | 6  | 11 | 35 | 39 | -4  |
|                   | 9.   | Rostov                | 43 | 30 | 13 | 4  | 13 | 37 | 35 | +2  |
|                   | 10.  | Krasnodar             | 41 | 30 | 12 | 5  | 13 | 52 | 45 | +7  |
|                   | 11.  | Achmat Groznyj        | 40 | 30 | 11 | 7  | 12 | 36 | 38 | -2  |
|                   | 12.  | Ural                  | 34 | 30 | 7  | 13 | 10 | 26 | 36 | -10 |
|                   | 13.  | Ufa                   | 25 | 30 | 6  | 7  | 17 | 26 | 46 | -20 |
|                   | 14.  | Arsenal Tula          | 23 | 30 | 6  | 5  | 19 | 28 | 51 | -23 |
|                   | 15.  | Rotor                 | 22 | 30 | 5  | 7  | 18 | 15 | 52 | -37 |
|                   | 16.  | Tambov                | 13 | 30 | 3  | 4  | 23 | 19 | 65 | -46 |

Legenda:
      Campione di Russia e ammessa alla UEFA Champions League 2021-2022.
      Ammessa alla UEFA Champions League 2021-2022.
      Ammessa alla UEFA Europa League 2021-2022.
      Ammessa alla UEFA Europa Conference League 2021-2022.
 Ammessa allo spareggio promozione-retrocessione.
      Retrocesse in PFN Ligi 2021-2022.
Note:
Tre punti a vittoria, uno a pareggio, zero a sconfitta.
La classifica viene stilata secondo i seguenti criteri:
- Punti conquistati
- Punti conquistati negli scontri diretti
- Partite vinte negli scontri diretti
- Differenza reti negli scontri diretti
- Reti realizzate in trasferta negli scontri diretti
- Partite vinte
- Differenza reti generale
- Reti totali realizzate
- Reti totali realizzate in trasferta

## Risultati

### Tabellone
|                      | AGr  | ArT  | Chi  | CSK  | Din  | Kra  | Lok  | Rot  | Ros  | Rub  | Soc  | Spa  | Tam  | Ufa  | Ura  | Zen  |
| -------------------- | ---- | ---- | ---- | ---- | ---- | ---- | ---- | ---- | ---- | ---- | ---- | ---- | ---- | ---- | ---- | ---- |
| Achmat Groznyj       | –––– | 2-0  | 3-1  | 0-3  | 1-2  | 2-0  | 0-0  | 3-1  | 0-1  | 0-0  | 0-1  | 2-2  | 3-1  | 3-1  | 2-0  | 2-2  |
| Arsenal Tula         | 0-0  | –––– | 1-1  | 2-1  | 2-0  | 1-0  | 0-3  | 1-1  | 2-3  | 2-4  | 3-2  | 1-2  | 4-0  | 2-3  | 1-0  | 0-0  |
| Chimki               | 1-2  | 1-0  | –––– | 0-2  | 1-0  | 1-0  | 3-2  | 1-1  | 1-0  | 2-0  | 0-0  | 2-3  | 1-0  | 2-1  | 1-0  | 0-2  |
| CSKA Mosca           | 2-0  | 5-1  | 2-2  | –––– | 3-1  | 3-1  | 0-1  | 2-0  | 2-0  | 1-2  | 1-1  | 3-1  | 2-1  | 1-1  | 2-2  | 2-3  |
| Dinamo Mosca         | 1-0  | 1-0  | 0-1  | 3-2  | –––– | 2-0  | 5-1  | 0-0  | 2-0  | 0-1  | 3-1  | 1-2  | 2-0  | 4-0  | 2-2  | 1-0  |
| Krasnodar            | 0-5  | 2-0  | 7-2  | 1-1  | 2-3  | –––– | 5-0  | 5-0  | 1-1  | 3-1  | 1-3  | 1-3  | 1-0  | 1-0  | 2-2  | 2-2  |
| Lokomotiv Mosca      | 2-3  | 1-0  | 2-1  | 2-0  | 0-0  | 1-0  | –––– | 1-2  | 4-1  | 3-1  | 3-1  | 2-0  | 1-0  | 1-0  | 1-0  | 0-0  |
| Rotor                | 1-0  | 1-0  | 0-0  | 0-1  | 0-3  | 0-3  | 0-2  | –––– | 0-4  | 1-3  | 1-2  | 0-1  | 0-2  | 1-0  | 0-0  | 0-2  |
| Rostov               | 3-0  | 1-0  | 0-2  | 1-3  | 4-1  | 1-3  | 0-0  | 3-0  | –––– | 0-1  | 0-0  | 2-3  | 2-0  | 0-1  | 1-0  | 0-2  |
| Rubin Kazan'         | 1-1  | 3-1  | 1-3  | 1-0  | 2-0  | 0-1  | 0-2  | 1-1  | 0-2  | –––– | 1-0  | 0-2  | 2-2  | 3-0  | 1-1  | 2-1  |
| Soči                 | 2-0  | 4-0  | 1-1  | 2-1  | 2-0  | 1-1  | 2-1  | 2-1  | 4-2  | 3-2  | –––– | 1-0  | 5-0  | 1-1  | 0-0  | 1-2  |
| Spartak Mosca        | 2-0  | 2-1  | 2-1  | 1-0  | 1-1  | 6-1  | 2-1  | 2-0  | 0-1  | 0-2  | 2-2  | –––– | 5-1  | 0-3  | 5-1  | 1-1  |
| Tambov               | 0-1  | 1-1  | 1-0  | 1-2  | 1-2  | 0-4  | 2-5  | 1-3  | 0-1  | 0-1  | 0-1  | 0-2  | –––– | 2-0  | 1-1  | 1-5  |
| Ufa                  | 3-0  | 2-1  | 1-2  | 0-1  | 1-1  | 0-3  | 0-1  | 0-0  | 0-1  | 0-3  | 2-3  | 1-1  | 4-0  | –––– | 1-2  | 0-0  |
| Ural                 | 1-1  | 2-0  | 3-1  | 0-2  | 0-2  | 1-0  | 1-1  | 1-0  | 1-0  | 0-1  | 1-0  | 2-2  | 0-0  | 0-0  | –––– | 1-1  |
| Zenit S. Pietroburgo | 4-0  | 3-1  | 2-0  | 2-1  | 3-1  | 3-1  | 6-1  | 6-0  | 2-2  | 1-2  | 3-1  | 3-1  | 4-1  | 6-0  | 5-1  | –––– |

## Spareggio promozione-retrocessione
Gli spareggi previsti non sono disputati a causa della mancata licenza di due squadre della seconda divisione russa. La seconda classificata Orenburg e la quarta Alanija Vladikavkaz infatti non hanno ottenuto la licenza per giocare nella massima serie russa. Di conseguenza la 13° e 14° classificate della Russian Premier League 2020-21 sono salve e giocheranno nello stesso campionato anche il prossimo anno.
Le uniche promosse saranno il Kryl'ja Sovetov Samara primo classificato e il Nižnij Novgorod terzo classificato nella PFN Ligi 2020-2021 seconda divisione russa 2020-2021.

## Statistiche

### Capoliste solitarie
|    | —— | ——    | ——    | ——    | ——     | ——    | —— | —— | ——  | ——  | ——     | ——   | ——   | ——   | ——  | ——  | ——    | ——    | ——    | ——    | ——    | ——    | ——    | ——    | ——    | ——    | ——    | ——    | ——    | —— |  |
|    |    | Zenit | Zenit | Zenit | Spart. | Zenit |    |    |     |     | Spart. | CSKA | CSKA | CSKA |     |     | Zenit | Zenit | Zenit | Zenit | Zenit | Zenit | Zenit | Zenit | Zenit | Zenit | Zenit | Zenit | Zenit |    |  |
|    |    |       |       |       |        |       |    |    |     |     |        |      |      |      |     |     |       |       |       |       |       |       |       |       |       |       |       |       |       |    |  |
|    |    |       |       |       |        |       |    |    |     |     |        |      |      |      |     |     |       |       |       |       |       |       |       |       |       |       |       |       |       |    |  |
| 1ª | 2ª | 3ª    | 4ª    | 5ª    | 6ª     | 7ª    | 8ª | 9ª | 10ª | 11ª | 12ª    | 13ª  | 14ª  | 15ª  | 16ª | 17ª | 18ª   | 19ª   | 20ª   | 21ª   | 22ª   | 23ª   | 24ª   | 25ª   | 26ª   | 27ª   | 28ª   | 29ª   | 30ª   |    |  |

### Classifica marcatori
| Gol |  |  | Giocatore           | Squadra               |
| --- |  |  | ------------------- | --------------------- |
| 20  |  |  | Artëm Dzjuba        | Zenit San Pietroburgo |
| 19  |  |  | Sardar Azmoun       | Zenit San Pietroburgo |
| 15  |  |  | Jordan Larsson      | Spartak Mosca         |
| 14  |  |  | Aleksandr Sobolev   | Spartak Mosca         |
| 14  |  |  | Đorđe Despotović    | Rubin Kazan           |
| 12  |  |  | Christian Noboa     | Sochi                 |
| 11  |  |  | Nikola Vlašić       | CSKA Mosca            |
| 9   |  |  | Marcus Berg         | Krasnodar             |
| 9   |  |  | Ezequiel Ponce      | Spartak Mosca         |
| 9   |  |  | Grzegorz Krychowiak | Lokomotiv Mosca       |
| 9   |  |  | Anton Zabolotnyj    | Sochi                 |
| 9   |  |  | Vladimir Il'in      | Achmat                |